# Coenonympha magna
Coenonympha magna är en fjärilsart som beskrevs av Rühl 1894. Coenonympha magna ingår i släktet Coenonympha och familjen praktfjärilar. Inga underarter finns listade i Catalogue of Life.